# Euripe (cirque antique)
Pour les articles homonymes, voir Euripe.

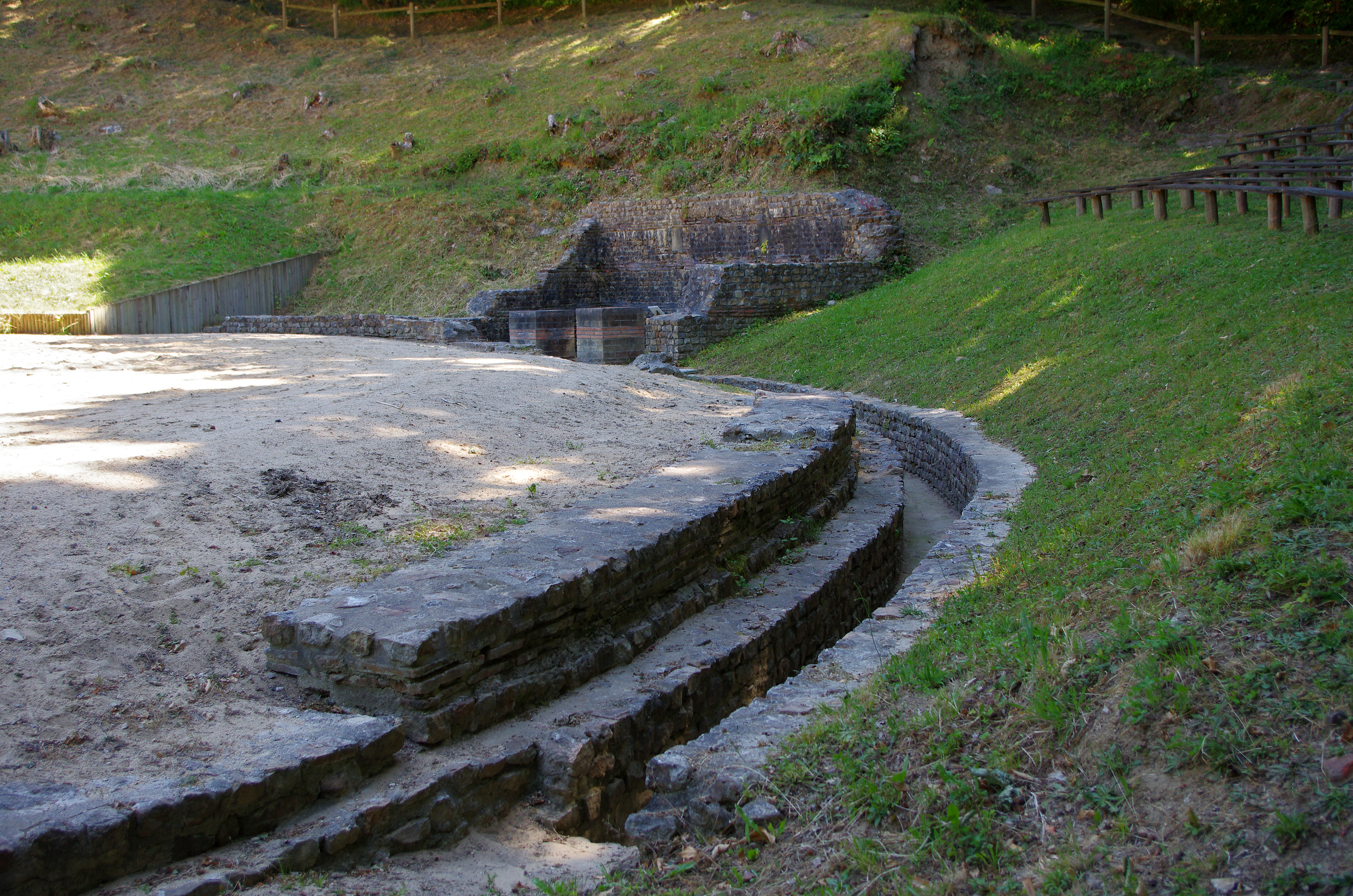
Euripe du Théâtre gallo-romain de Gennes. Dans le cas présent, l'euripe de petites dimensions n'était qu'un collecteur d'eaux pluviales.

L’euripe était, dans un cirque romain, le fossé rempli d'eau qui séparait les spectateurs de la piste.

## Historique
Dans les jeux de la Rome antique, de nombreux fauves et animaux sauvages étaient présents sur la piste. L'euripe était construit afin de séparer ceux-ci des spectateurs,. Il était large d'environ dix pieds (un peu plus de trois mètres).
Certains historiens avancent que l'euripe aurait pu comporter par endroits des bassins.
Dans des configurations plus réduites, l'euripe ne servait que pour l'évacuation des eaux pluviales.

## Historiographie
Souvent, au dix-neuvième siècle, les euripes ont été confondus avec les alimentations en eau de remplissage du cirque, afin de créer des spectacles de naumachie. Ainsi, Armand-Louis-Bon Maudet Penhouët comme François Artaud, décrivant les édifices lyonnais et romains, imaginent-ils que les euripes, par débordement, inondent périodiquement les cirques en vue des spectacles aquatiques. Frédéric de Clarac estime que les spectacles aquatiques, notamment combat d'hippopotames et de crocodiles, ainsi que courses de barques, se déroulaient dans l'euripe même, malgré son exiguïté, qu'il relève sans trouver de solution satisfaisante.
Dans les textes antiques, le mot euripus est parfois utilisé pour décrire, non seulement ce fossé, mais également le terre-plein central du cirque, qu'on a pris l'habitude chez les historiographes de la Rome antique de qualifier plutôt de spina.